# Morrisville (Newfoundland och Labrador)
Morrisville är en ort i Kanada.   Den ligger i provinsen Newfoundland och Labrador, i den östra delen av landet, 1 500 km öster om huvudstaden Ottawa. Morrisville ligger 8 meter över havet och antalet invånare är 128.
Terrängen runt Morrisville är kuperad åt sydväst, men åt nordost är den platt. Morrisville ligger nere i en dal. Runt Morrisville är det glesbefolkat, med 12 invånare per kvadratkilometer.. Närmaste större samhälle är St. Alban's, 6,2 km väster om Morrisville. 
I omgivningarna runt Morrisville växer i huvudsak blandskog.